# Джебб, Эглантайн
Эгланта́йн Дже́бб (англ. Eglantyne Jebb; 25 августа 1876, Элсмир, Шропшир, Соединённое Королевство Великобритании и Ирландии — 17 декабря 1928, Женева, Швейцария) — британская правозащитница, основательница международной организации Спасём детей, главной целью которой является охрана и защита здоровья и прав детей. Разработала проект Декларации прав ребёнка, которая была принята на V ассамблее Лиги наций в Женеве 26 ноября 1924 года. Святая Церкви Англии. Память ей отмечается под 17 декабря.

## Биография

### Ранние годы
Родилась 25 августа 1876 года в городке Элсмир, в графстве Шропшир в семье землевладельцев ирландского происхождения. Родители Эглантайн приходились друг другу двоюродными братом и сестрой. Отец — Артур Тревор Джебб (1839—1834) был барристером. Мать — Эглантайн Луиза Джебб (1845—1925) была общественной деятельницей, основательницей Ассоциации по возрождению традиционных ремёсел, целью которой было преодоление бедности в сельской местности. Всего в семье Джеббов родились и выросли шестеро детей: Эмили, Луиза, Ричард, Эглантайн, Гамаль и Дороти.
Детство Джебб прошло в семейном поместье. Она была спортивным ребёнком; увлекалась верховой ездой, плаванием, греблей. Проводила много времени за чтением книг в отцовской библиотеке. Получила хорошее домашнее образование, включавшее знание французского и немецкого языков. Ещё подростком Джебб критиковала систему классового общества, в котором жила, считая, что отношение к человеку не должно основываться на том, как тот проводит своё рабочее время. Выросшая в семье англикан, она видела воплощение христианского идеала в социальной активности.
В 1895—1898 годах Джебб изучала историю в колледже Леди-Маргарет-Холл в Оксфорде. Затем продолжила образование в педагогическом колледже с практикой в начальной школе в Стокуэлле — районе Лондона, после чего получила назначение на место преподавателя в школу Святого Петра в Мальборо. Через полтора года Джебб оставила работу и вернулась к семье в Кембридж, чтобы ухаживать за больной матерью. В этот период она писала стихи и занималась благотворительностью. Джебб стала членом Общества благотворительных организаций, целью которого было привнести современный научный подход к филантропической деятельности. В 1906 году ею было подготовлено исследование «Кембридж: исследование по социальным вопросам», в котором описывались методы работы благотворительных организаций в городских условиях.

### Общественная деятельность
По просьбе Македонского благотворительного фонда в Лондоне в 1913 году Джебб посетила Македонию, где организовала гуманитарную помощь миллионам детей, оказавшимся в тяжёлых условиях вследствие Балканских войн. Во время поездки она заболела гриппом. Выздоровев, Джебб вернулась на родину. Выступая с лекциями в городах Англии и Шотландии, начала сбор средств для оказания помощи беженцам. С началом Первой мировой войны в 1914 году она трудилась в Обществе сельскохозяйственной организации. В 1915 году присоединилась к младшей сестре Дороти Бакстон, супруге политика и филантропа Чарльза Родена Бакстона, которая из-за отсутствия репортажей с театра военных действий на континенте, начала публиковать бюллетень, содержащий переводные выдержки из европейских газет, как союзных, так и вражеских Великобритании стран.
После подписания перемирия 11 ноября 1918 года и прекращения военных действий, сёстры основали группу «Совет по борьбе с голодом» для оказания помощи голодающим жителям континентальной Европы и снятия британской блокады с Германии и Австро-Венгрии. Великобритания ещё находилась в состоянии войны с этими странами и призывы сестёр не встретили понимания у официальных властей. Джебб была арестована и оштрафована из-за того, что раздавала листовки с фотографией голодающего ребёнка-австрийца с надписью «Наша блокада стала причиной этого».

### Спасём детей
15 апреля 1919 года в Альберт-холле в Лондоне «Совет по борьбе с голодом» учредил фонд для сбора денег в пользу голодающих детей немцев и австрийцев — «Спасём детей». Вскоре организация собрала тридцать пять тысяч фунтов стерлингов, из которых десять тысяч пожертвовал профсоюз горняков. Бакстон оставила работу по сбору средств Джебб, а сама занялась политическими вопросами. Джебб обратилась к примасу Церкви Англии с просьбой призвать англикан к содействию  в работе фонда, но тот отказал. Тогда с этой же просьбой она и ряд известных представителей общества обратились к главе Римско-католической церкви. Римский папа призвал всех католиков помочь организации в сборе средств для голодающих детей Европы в день Святых Невинных — 28 декабря 1919 года. Только после этого с аналогичным призывом к англиканам обратился архиепископ Кентерберийский.
Успех побудил Джебб и Бакстон попытаться создать международное движение в защиту детей. 6 января 1920 года в Женеве ими был основан Международный союз спасения детей, ведущими членами которого были британский фонд «Спасём детей» и шведская организация «Радда Барнен».
Представительство организации в Лондоне возглавляла Джебб, которая следила за тем, чтобы фонд применял профессиональный подход; последнему она научилась в Обществе благотворительных организаций. Ею был нанят менеджер Льюис Голден, который применил новаторский – и противоречивый – подход, размещая рекламу на целую страницу в национальных газетах. Подход оказался весьма эффективным и принёс существенные средства, позволившие расширить работу фонда.
По мере разрешения проблем в Центральной Европе, фонд начал оказывать помощь Греции и соседним странам в разрешении кризиса с беженцами, бывшим следствием продолжавшегося конфликта в этом регионе. В 1921 году возникла новая, более серьезная чрезвычайная ситуация — голод в Советской России. Новая кампания по сбору средств привела к резкому увеличению пожертвований, после чего в Саратов, один из главных очагов голода, была отправлена рабочая группа фонда «Спасём детей».

### Декларация прав ребёнка
Работу фонда Джебб основывала на плановом подходе. В 1923 году организация завершила благотворительную миссию в Советской России. Доходы фонда резко сократились. В это время Джебб начала разрабатывать концепцию прав ребёнка. Она отправилась в Женеву на встречу Международного союза спасения детей с предложением о создании Детской хартии. Джебб подготовила краткий и чётко сформулированный документ, в котором утверждались права ребёнка и обязанность международного сообщества ставить эти во главу угла при решении государственных проблем. Декларация прав ребёнка, или Женевская декларация была принята Лигой Наций в 1924 году. В 1925 году в Женеве состоялся первый Международный конгресс по охране детства. Декларация получила широкую поддержку со стороны ряда организаций и правительств некоторых стран.

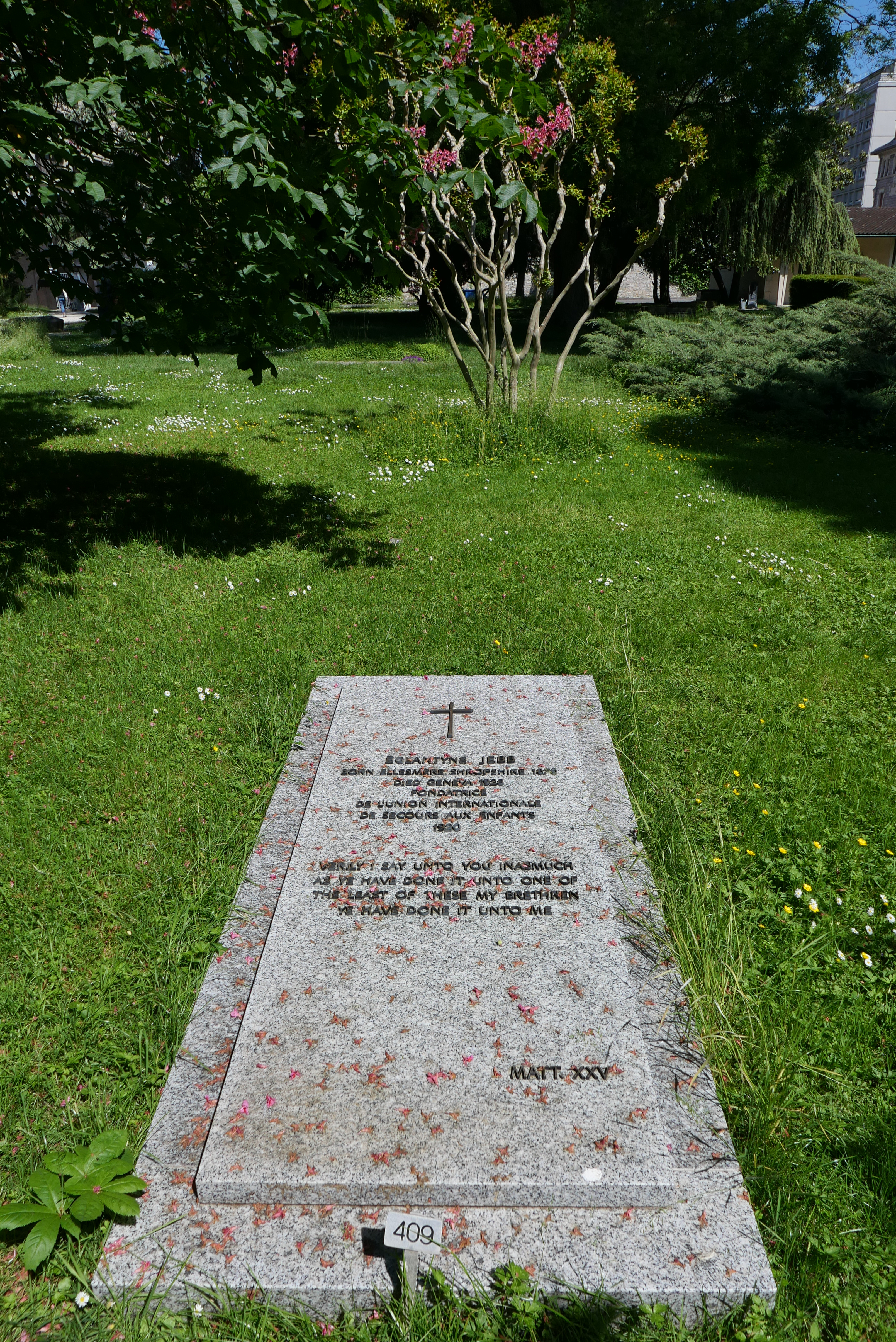
Могила Джебба на кладбище Руа.

### Личная жизнь
Джебб никогда не была замужем. Из сохранившейся переписки известно о её отношениях с Маргарет Невилл Кейнс, с которой она познакомилась в 1906 году во время работы в Кембриджском обществе благотворительных организаций. В 1913 году, по настоянию семьи, Кейнс вышла замуж за физиолога Арчибалда Хилла. Джебб не препятствовала браку возлюбленной, но сохранила к ней чувства.
Длительное время она страдала из-за проблем с щитовидной железой, перенесла три операции на зобе. Скончалась 17 декабря 1928 года в частной клинике в Женеве. Её похоронили на местном кладбище Святого Георгия. На надгробии Джебб содержится надпись с цитатой из Евангелия от Матфея: «Истинно говорю вам: так как вы сделали это одному из сих братьев Моих меньших, то сделали Мне».
7 февраля 2024 года город Женева перезахоронил останки Джебб в могиле на кладбище Руа, сопровождаясь торжественной церемонией в честь ее приверженности правам детей. Кладбище считается Женевским Пантеоном, где захоронены личности, внесшие особенно выдающийся вклад в развитие города и общества.

### Память
В память о Джебб в Мальборо была установлена синяя мемориальная доска. Расширенная версия составленной ею Декларации прав ребёнка была принята Организацией Объединенных Наций в 1959 году. Документ послужил основанием для принятия Конвенции ООН о правах ребенка 1989 года.
Эглантайн Джебб — святая Церкви Англии. Ежегодная память ей отмечается в англиканском литургическом календаре под 17 декабря.